# Taproot
Taproot este o trupă americană de nu metal, rock și post grunge, formată în 1997. Membrii formației sunt: 
- Stephen Richards
- Mike DeWolf
- Phil Lipscomb
- Nick Fredell

## Discografie
- ...Something More Than Nothing - 1998
- Gift - 2000
- Welcome - 2002
- Blue-Sky Research - 2005
- Our Long Road Home - 2008
- Plead the Fifth - 2010
- The Episodes - 2012